# باشگاه والیبال سپاهان اصفهان
باشگاه والیبال فولاد مبارکه سپاهان اصفهان یک باشگاه والیبال ایرانی است که در اصفهان تأسیس شده بود. سپاهان در سال ۱۳۹۷ به لیگ برتر والیبال ایران صعود کرد.

## صعود به لیگ برتر
سپاهان در اولین سال حضور خود در لیگ دسته یک با ترکیبی بومی و سرمربیگری سعید عقیلی و با ۱۲ پیروزی مستقیماً به مسابقات لیگ برتر والیبال صعود کرد.

## آمار و عملکرد
مقاوم دوم دسته یک والیبال کشور
مقام سوم لیگ سال 99

## کادر فنی
- سرمربی : بالسا رادولوویچ
- مربی:مصطفی سلگی
- کمک مربی: فرهاد کاوه آهنگران - محمدرضا محمدی پور
- بدنساز: عباس فیروزیان
- ماساژور : پوریا ملکی
- تدارکات  : مسعود آقایی
- سرپرست : رضا ایرانزاد
- مدیر اجرایی :مهرداد سلطانی

## بازیکنان
- محمدعلی پیران
- آرمان رحیمی
- سپهر بهنژاد
- احسان زینلی
- محمدرضا حضوری
- علیرضا کرباسی
- امیر حسین یوسفی
- محمد عسکری
- ماهان برزکار
- مهدی توکلی
- علیرضا بکرانی
- محمد جمدی
- محمد حسین موذن صفایی
- علی حبی
- علی داوری
- امیر آزادمنش
- کسری توکلی
- مهدی عرب

## سازنده البسه
| لیگ   | سازنده البسه     | اسپانسر پیراهن      |
| ----- | ---------------- | ------------------- |
| ۱۳۹۷- | یوسف جامه        | فولاد مبارکه اصفهان |
| ۱۳۹۸- | استارت اسپورت    | فولاد مبارکه اصفهان |
| 1401  | 🇮🇷 مروژ          | فولاد مباركه سپاهان |
| 1402  | 🇮🇷 استارت اسپورت | فولاد مبارکه سپاهان |